# Tephritis pelia
Tephritis pelia är en tvåvingeart som beskrevs av Ignaz Rudolph Schiner 1868. Tephritis pelia ingår i släktet Tephritis och familjen borrflugor. Inga underarter finns listade i Catalogue of Life.